# Джей Мелер
Джейсон «Джей» Мелер (народився у Філадельфії, США) — американський музикант, гітарист найбільш відомий, як учасник гурту «Kasabian».